# 핀란드의 군주
1919년 핀란드가 공화국으로 독립하기 이전까지의 핀란드의 군주 목록이다. 핀란드가 독립하기 이전에는 칼마르 연합 및 스웨덴의 군주의 지배 하에 있었고, 핀란드 대공국 설립 이후에는 러시아 제국의 황제가 핀란드의 대공을 겸임하였다. 러시아-스웨덴 전쟁 중이었던 1742년과 러시아에서 독립 승인을 얻은 직후인 1918년에는 독자적인 왕조를 세우려고 했던 적이 있었다.

## 스웨덴의 군주
러시아 제국에 편입되기 전까지 핀란드는 스웨덴의 군주(Ruotsin kuningas)가 다스렸다. 가장 오래된 역사적인 문헌에서는 1249년 주변부터 스웨덴이 핀란드를 지배하였다고 한다. 일부 문헌에서는 스베르케르와 에리크 왕조 시대부터 스웨덴이 핀란드를 지배했다고 주장한다.
괄호 속에 있는 이름은 핀란드식 이름이다.

### 벨보 왕조
- 1250년-1275년: 발데마르 비르예르손 (Valdemar Birgerinpoika)
- 1275년-1290년: 망누스 3세 (Maunu Ladonlukko)
- 1290년-1318년: 비르예르 망누손 (Birger Maununpoika)
- 1319년-1364년: 망누스 4세 (Maunu IV)
  - 공동 왕위: 에리크 12세, 호콘 1세, 망누스 4세의 아들
- 1363년-1395년: 알브렉트 (Albrekt Mecklenburgilainen)
  - 1385년-1387년 대립왕: 올라프 4세 (Olavi Haakoninpoika)

### 칼마르 연합(Valtionhoitaja, Riksföreståndare)

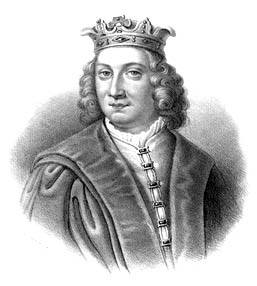
카를 크누틴포이카

- 1389년-1412년: 마르그레테 1세 (Margareeta, 호콘 1세의 미망인, 올라프 4세의 어머니, 에스토니아의 여왕)
- 1396년-1439년: 에리크 13세 (Eerik XIII Pommerilaien, 1459년 사망)
- 1438년-1440년: 칼 크눗손 본데 (Kaarle Knuutinpoika)
- 1441년-1448년: 바이에른의 크리스토페르 (Kristoffer Baijerilainen)
- 1448년: 부왕 벵트 옌손 옥센셰르나 (Pentti Jönsinpoika Häräntähti, Niilo Jönsinpoika Häräntähti)
- 1448년-1457년: 칼 8세 (Kaarle VIII Knuutinpoika), 1442년부터 1448년까지는 비푸리의 성주이자 후작이었다.
- 1457년: 부왕 옌스 벵트손 옥셴셰르나 대주교와 에릭 악셀손 토트 (Arkkipiispa Jöns Pentinpoika, Herra Eerik Akselinpoika)
- 1457년-1464년: 크리스티안 1세 (Kristian I)
- 1464년-1465년: 칼 8세 (Kaarle VIII)
- 1465년: 부왕 케틸 칼손 바사 대주교 (Piispa Kettil Kaarlenpoika Vaasa)
- 1465년-1466년: 부왕 욘스 벵트손 옥센셰르나 대주교
- 1466년-1467년: 부왕 에릭 악셀손 토트, 1457-1481년 비푸리의 성주 및 후작
- 1467년-1470년: 칼 8세 (Kaarlee VIII)
- 1470년-1497년: 부왕 스텐 스투레 덴 엘드레 (Sten Sture vanhempi), 1483-1501년 비푸리의 성주 및 후작
- 1497년-1501년: 요한 2세 (Juhana II, Hannu, Tanskan Hannu)
- 1501년-1503년: 부왕 스텐 스투레 덴 엘드레 (Sten Sture vanhempi)
- 1504년-1511년: 부왕 스반테 닐손 (Svante Niilonpoika, Ekesiön herra, 스투레라는 이름을 사용하지 않았음)
- 1512년-1512년: 부왕 에리크 트롤레 (Erik Trolle)
- 1512년-1520년: 부왕 스텐 스투레 덴 윙레 (Sten Sture nuorempi, 이마고와 이름의 권위 때문에 스투레라는 이름을 사용함)
- 1520년-1521년: 크리스티안 2세 (Kristian II)

### 바사 왕조

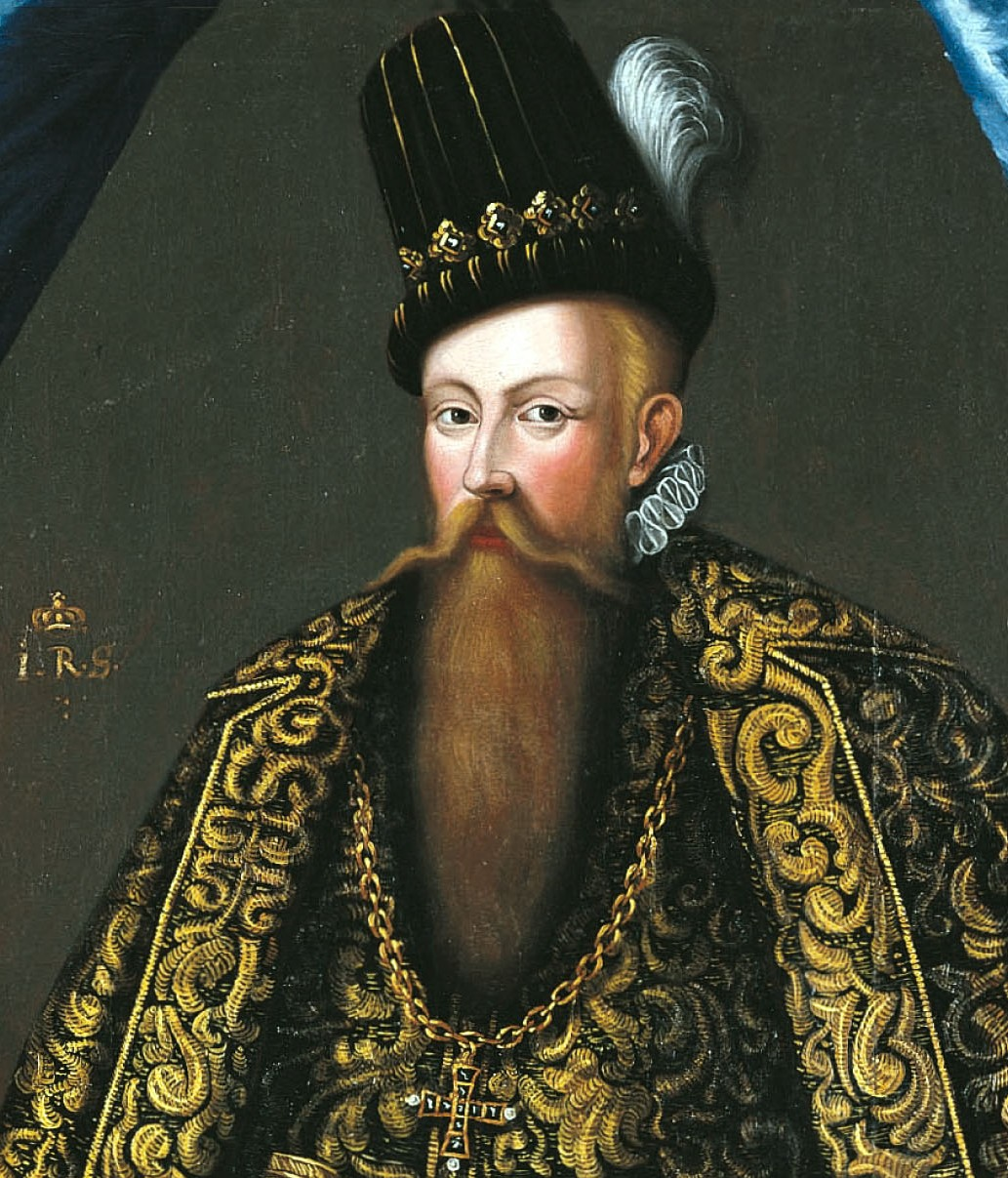
유하나 3세

- 1521년-1560년: 구스타브 1세 바사 (Kustaa I Vaasa)
- 1560년-1568년: 에리크 14세 (Eerik XIV)
- 1568년-1592년: 요한 3세 (Juhana III, 1580년경 핀란드 대공 작위를 추가함)
- 1592년-1599년: 시기스문드 (Sigismund), 핀란드의 대공
- 1599년-1611년: 칼 9세 (Kaarle IX, 핀란드인의 왕)
- 1611년-1632년: 구스타브 2세 아돌프 (Kustaa II Aadolf), 핀란드의 대공
- 1632년-1654년: 크리스티나 (Kristiina), 핀란드의 대공녀

### 팔츠츠바이브뤼켄 왕조
모든 남성 국왕은 핀란드 대공, 여왕은 핀란드 대공녀라는 칭호가 있었다.
- 1654년-1660년 : 칼 10세 구스타브 (Kaarle X Kustaa)
- 1660년-1697년 : 칼 11세 (Kaarle XI)
- 1697년-1718년 : 칼 12세 (Kaarle XII)
- 1719년-1720년 : 울리카 엘레오노라 (Ulriika Eleonoora)

### 헤센카셀 왕조
- 1720년-1751년 : 프레드리크 1세 (Fredrik I)

### 홀슈타인고토르프 왕조
- 1751년-1771년: 아돌프 프레드리크 (Aadolf Fredrik)
- 1771년-1792년: 구스타브 3세 (Kustaa III)
  - 1792년-1796년: 쇠데르만란드 대공 칼(이후 칼 13세, Södermanlannin herttua Kaarle)이 통치자로 집권하였다.
- 1792년-1809년: 구스타브 4세 아돌프 (Kustaa IV Aadolf)

## 핀란드 대공국
핀란드 대공국은 1809년부터 1917년까지 러시아 제국의 일부였으며, 러시아 제국의 황제가 핀란드 대공(Suomen suuriruhtinas)을 겸임하였다.

### 로마노프 왕조

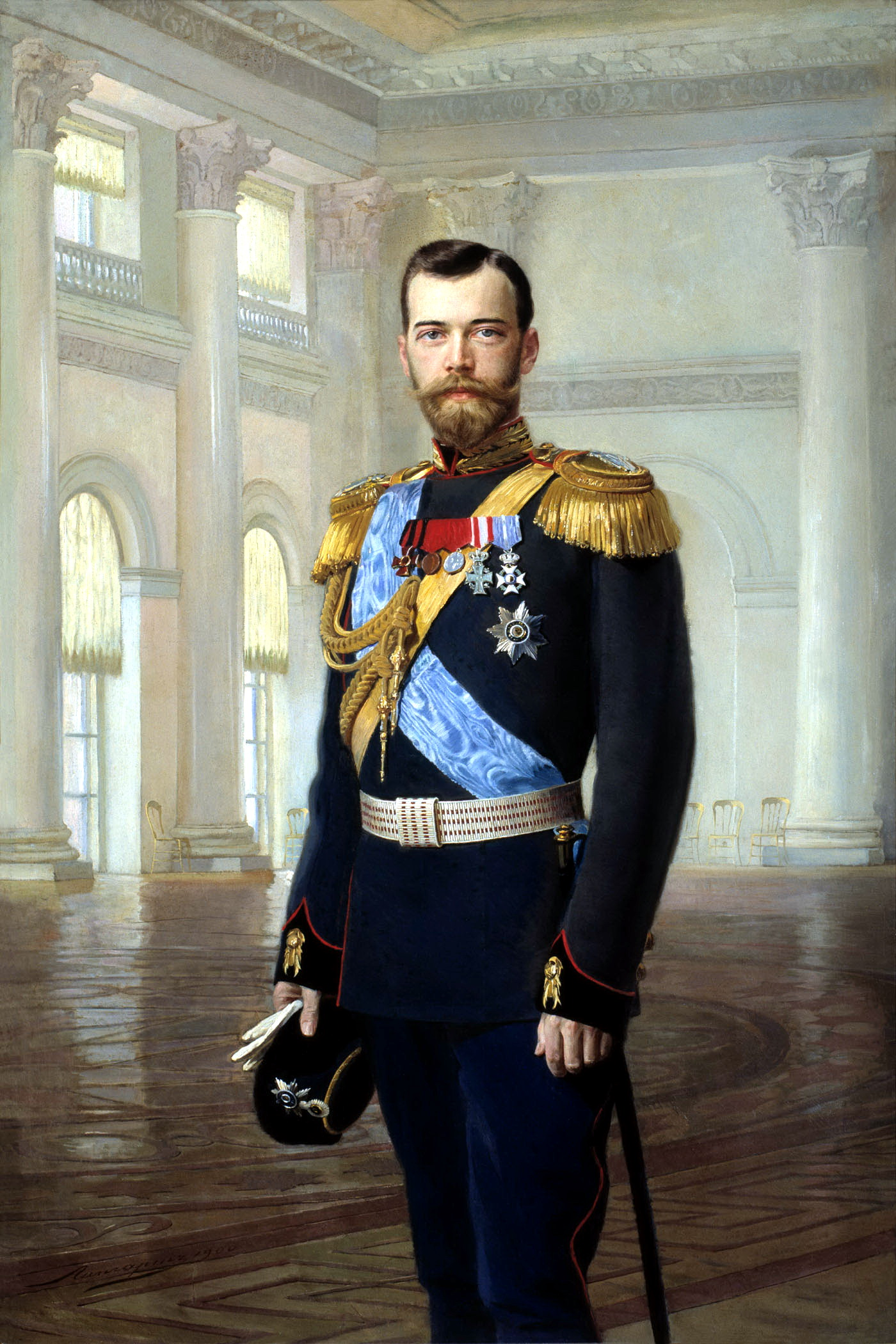
니콜라이 2세

- 1809–1825 : 알렉산드르 1세 (Aleksanteri I)
- 1825–1855 : 니콜라이 1세 (Nikolai I)
- 1855–1881 : 알렉산드르 2세 (Aleksanteri II)
- 1881–1894 : 알렉산드르 3세 (Aleksanteri III)
- 1894–1917 : 니콜라이 2세 (Nikolai II)

## 1917년-1919년
핀란드의 통치자(Valtionhoitaja)는 국왕을 대신하였다. 1919년 이후에는 공화국 헌법을 받아들여 대통령을 선출하였다.
- 1918년 5월 27일 - 1918년 12월 12일: 페르 에빈드 스빈후부드[1]
- 1918년 12월 12일 - 1919년 7월 26일: 칼 구스타프 에밀 만네르헤임
- 1918년 10월 9일 - 1918년 12월 14일: 카를 1세, 핀란드 왕국

## 같이 보기
- 핀란드의 대통령
- 핀란드의 총리
- 스웨덴의 군주
- 러시아의 군주